# Sebastián Dubarbier
Sebastián Dubarbier (ur. 19 lutego 1986 w La Placie) – argentyński piłkarz występujący na pozycji pomocnika w hiszpańskim klubie Deportivo La Coruña. Posiada również francuskie obywatelstwo.

## Kariera klubowa
W sezonie 2007/2008 zdobył mistrzostwo i puchar Rumunii.
| Sezon   | Klub                 | Kraj      | Rozgrywki        | Mecze | Bramki | Puchary Krajowe         | Mecze | Bramki | Rozgrywki Europy                    | Mecze | Bramki |
| ------- | -------------------- | --------- | ---------------- | ----- | ------ | ----------------------- | ----- | ------ | ----------------------------------- | ----- | ------ |
| 2005/06 | Gimnasia La Plata    | Argentyna | Primera División | 12    | 0      | -                       | -     | -      | -                                   | -     | -      |
| 2006/07 | Gimnasia La Plata    | Argentyna | Primera División | 9     | 0      | -                       | -     | -      | -                                   | -     | -      |
| 2007/08 | Olimpo Bahía Blanca  | Argentyna | Primera División | 11    | 0      | -                       | -     | -      | -                                   | -     | -      |
| 2007/08 | CFR Cluj             | Rumunia   | Liga I           | 15    | 3      | -                       | -     | -      | -                                   | -     | -      |
| 2008/09 | CFR Cluj             | Rumunia   | Liga I           | 27    | 5      | -                       | -     | -      | Liga Mistrzów UEFA                  | 6     | 0      |
| 2009/10 | CFR Cluj             | Rumunia   | Liga I           | 16    | 3      | Puchar Rumunii          | 1     | 0      | Liga Europy UEFA                    | 7     | 1      |
| 2009/10 | FC Lorient           | Francja   | Ligue 1          | 12    | 1      | Puchar Ligi Francuskiej | 1     | 0      | -                                   | -     | -      |
| 2010/11 | FC Lorient           | Francja   | Ligue 1          | 6     | 0      | Puchar Ligi Francuskiej | 2     | 0      | -                                   | -     | -      |
| 2010/11 | CD Tenerife (wyp.)   | Hiszpania | Primera División | 15    | 1      | -                       | -     | -      | -                                   | -     | -      |
| 2011/12 | FC Lorient           | Francja   | Ligue 1          | 1     | 0      | Puchar Ligi Francuskiej | 1     | 0      | -                                   | -     | -      |
| 2011/12 | Córdoba CF (wyp.)    | Hiszpania | Primera División | 19    | 1      | -                       | -     | -      | -                                   | -     | -      |
| 2012/13 | Córdoba CF           | Hiszpania | Segunda División | 34    | 2      | Puchar Króla            | 5     | 1      | -                                   | -     | -      |
| 2013/14 | UD Almería           | Hiszpania | Primera División | 27    | 1      | Puchar Króla            | 1     | 0      | -                                   | -     | -      |
| 2014/15 | UD Almería           | Hiszpania | Primera División | 32    | 1      | Puchar Króla            | 1     | 0      | -                                   | -     | -      |
| 2015/16 | UD Almería           | Hiszpania | Segunda División | 31    | 0      | Puchar Króla            | 1     | 0      | -                                   | -     | -      |
| 2016/17 | UD Almería           | Hiszpania | Segunda División | 2     | 0      | -                       | -     | -      | -                                   | -     | -      |
| 2017    | Estudiantes La Plata | Argentyna | Primera División | 13    | 2      | Copa Argentina          | 1     | 0      | Copa Libertadores Copa Sudamericana | 4 2   | 0 0    |
| 2018    | Estudiantes La Plata | Argentyna | Primera División | 16    | 0      | -                       | -     | -      | Copa Libertadores                   | 3     | 0      |

Stan na: 25 sierpnia 2018 r.